# Pierre Dreyfus
Pierre Dreyfus (ur. 18 listopada 1907 w Paryżu, zm. 25 grudnia 1994 tamże) – francuski prawnik, urzędnik państwowy i polityk, w latach 1955–1975 dyrektor generalny przedsiębiorstwa Renault, od 1981 do 1982 minister.

## Życiorys
Kształcił się w Lycée Janson-de-Sailly, następnie studiował prawo na Uniwersytecie Paryskim. Doktoryzował się w 1935. Do połowy lat 30. działał we Francuskiej Sekcji Międzynarodówki Robotniczej, później zrezygnował z aktywności politycznej. Pracował jako inspektor do spraw przemysłu i handlu w ministerstwie przemysłu. Był następnie dyrektorem gabinetu ministra przemysłu i handlu Roberta Lacoste (1947–1949) oraz prezesem kopalni węgla kamiennego Houillères de Lorraine (1950–1955). Od 1947 zasiadał w zarządzie (od 1948 jako wiceprezes) znacjonalizowanego w połowie lat 40. przedsiębiorstwa Renault. W latach 1955–1975 kierował tym koncernem jako prezes zarządu i dyrektor generalny.
Od czerwca 1981 do czerwca 1982 był ministrem przemysłu w drugim rządzie premiera Pierre’a Mauroy. Wstąpił też do Partii Socjalistycznej.